# Batalla del mar de Java
La batalla del mar de Java fue una de las más grandes batallas navales del Teatro Asiático de la Segunda Guerra Mundial. La batalla se libró en el mar de Java entre las fuerzas de Japón y las fuerzas Aliadas, el 27 de febrero de 1942. Fue la mayor batalla naval de superficie desde la batalla de Jutlandia, librada en 1916.
Durante la Campaña de las Indias Orientales Neerlandesas, el contraalmirante neerlandés Karel Doorman comandó una flota de diversas nacionalidades hacia el mar de Java, para detener una fuerza de invasión japonesa, comandada por el contraalmirante Takeo Takagi, que se dirigía a la costa oriental de Java. Superada numéricamente, la fuerza de Doorman fue hostigada en la noche por la flota de Takagi, y no logró hundir los transportes nipones, su objetivo primario, perdiendo importantes navíos junto con su comandante.

## Antecedentes
La invasión japonesa de las Indias Orientales Neerlandesas se inició a mediados de diciembre de 1941, y progresó a un ritmo más rápido del estimado. A medida que las campañas de Malasia y de Filipinas se desarrollaban a favor de los japoneses, más unidades quedaban disponibles para participar en el aislamiento y eventual asalto de Java.
Los Aliados establecieron a inicios de enero de 1942 un mando unificado en el sudeste de Asia, conocido como el ABDACOM, con el objetivo de proteger la llamada «barrera malasia». Sin embargo, los japoneses derrotaron rápidamente a las guarniciones aliadas en el norte de las islas Borneo y Célebes, y empezaron a amenazar a Java con ataques aéreos. Los convoyes japoneses eran escoltados por la 2.ª Flota, al mando del vicealmirante Nobutake Kondō. Para hacerle frente a la Armada nipona, el ABDACOM contaba con una flota compuesta en su mayoría por viejos buques de guerra estadounidenses y holandeses, muchos de ellos veteranos de la Primera Guerra Mundial, bajo el mando del almirante estadounidense Thomas C. Hart. El vicealmirante neerlandés Conrad Helfrich creía ser capaz de derrotar a las fuerzas de invasión en el mar, y bajo su insistencia Hart envió el 23 de enero una fuerza de cuatro destructores estadounidenses para atacar un convoy japonés en el estrecho de Makassar, que se acercaba a Borneo. Los destructores lograron hundir tres transportes enemigos, y aunque no evitó la derrota aliada en tierra, sirvió para reafirmar a Helfrich en su posición.
Para mediados de febrero, el comandante en jefe del ABDACOM, general británico Archibald Wavell, comunicó al primer ministro sir Winston Churchil que la defensa de Java era una causa perdida. Borneo, Célebes Bali y Ambon estaban bajo control japonés. Aunque en Sumatra y Timor todavía se estaban librando combates, ya se preveía que el resultado no sería favorable para la causa aliada. Tras la partida del almirante Hart y el general Wavell, el mando de las tropas terrestres y navales recayó en los oficiales holandeses. El 12 de febrero, el vicealmirante Helfrich retomó el mando de su flota, y adicionalmente recibió varios navíos estadounidenses, británicos y australianos. 
En las horas anteriores a la batalla, las perspectivas no eran buenas para los aliados. Estaban poco cohesionados, ya que los barcos provenían de cuatro Armadas y no compartían una doctrina militar común. Además, la coordinación entre el Mando Aliado Naval y las Fuerzas Aéreas era deficiente.

## La batalla

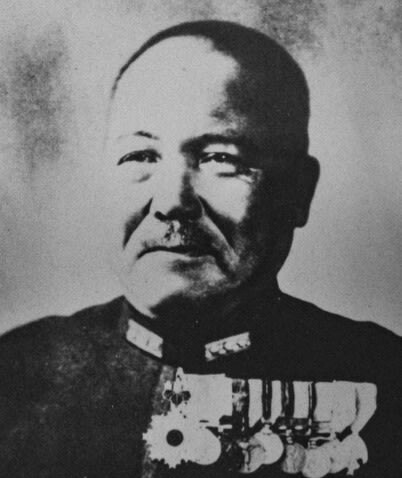
Takeo Takagi. Oficial de la Armada Imperial Japonesa

La invasión japonesa de Java consistía en dos asaltos casi simultáneos en el este y el oeste de la isla. El convoy oriental estaba compuesto por 40 transportes, protegidos por dos cruceros pesados, Nachi y Haguro, y dos cruceros ligeros, Naka y Jintsū. Dos escuadrones de destructores formaban parte de la escolta: Yudachi, Samidare, Murasme, Harusame, Minegumo, Asagumo, Yukikaze, Tokitsukaze, Amatsukaze, Hatsukaze, Yamakaze, Kawakaze, Sazanami y Ushio. El comandante de todos los navíos del convoy oriental era el contraalmirante Takeo Takagi, quien se caracterizaba por ser precavido.
El 26 de febrero, cerca del mediodía, dos aviones aliados detectaron el convoy de Takagi a unos 322 km de Java. Aunque Helfrich ya no creía ser capaz de derrotar a los japoneses en el mar, sí creía poder producir fuertes bajas a las fuerzas de desembarco. En Surabaya, el contraalmirante Karel Doorman fue informado que debía zarpar en la noche para hacer frente a esta amenaza. Horas después, Helfrich se enteró de que un segundo convoy, el occidental, se acercaba a Java desde el oeste, y envió a una fuerza menor a hacerle frente.
Al atardecer del 26, la flota de Doorman partió de Surabaya y después de sondear la costa toda la noche sin establecer contacto con el enemigo, regresó al puerto al amanecer. Un poco antes de llegar al puerto, fue comunicado que la flota de Takagi había sido localizada a 145 km. Doorman ordenó regresar al mar para confrontar a los japoneses. Al carecer de un código común de señales, Doorman solamente pudo transmitir una orden a su flota: "Síganme", utilizando banderas de señales.
La flota de Doorman zarpó en formación de dos columnas paralelas. Liderando la primera columna se encontraban los destructores británicos Electra, Encounter y Jupiter. Eran seguidos por el crucero ligero neerlandés HNMLS De Ruyter, el crucero pesado estadounidense USS Houston, el crucero pesado británico HMS Exeter, el crucero ligero australiano HMAS Perth y el crucero ligero neerlandés Hr. Ms. Java. La segunda columna se encontraba a la izquierda de la primera, y estaba conformada por destructores únicamente: los neerlandeses Hr. Ms. Kortenaer y Hr. Ms. Witte de With, y los estadounidenses USS Alden, USS John D. Edwards, USS Pope y USS Paul Jones.
Al creer que la batalla iba a ser nocturna, Doorman había dejado sus aviones en puerto, y los aliados se vieron imposibilitados de realizar vuelos de reconocimiento. Cuando Doorman solicitó apoyo aéreo, el oficial a cargo envió varios bombarderos y cazas a atacar a los transportes, en lugar de rastrear a la Armada japonesa. Por su parte, el contraalmirante Takagi contaba con tres hidroplanos, que le informaron sobre la proximidad de la flota aliada. Takagi ordenó a los transportes que diesen media vuelta y colocó a sus navíos en formación. Desde la batalla de Tsushima, en 1905, Japón no había librado una batalla naval de esta magnitud.
A las cuatro de la tarde la flota japonesa divisó a la aliada, y Takagi ordenó el ataque, a pesar de que tenía sus dudas sobre si era conveniente atacar al enemigo, descuidando a los transportes. La flota japonesa se acercó rápidamente, y siete destructores japoneses empezaron a abrir fuego contra los destructores Electra y Jupiter, que no podían responder al estar los primeros fuera de su alcance. Takagi estaba intentando cruzar la T, pero Doorman detectó el movimiento y giró su columna 20.º a babor, alejándose del enemigo. De esta manera, ambas flotas quedaron navegando en dirección al oeste, con la fuerza aliada ubicada entre Java y la Armada japonesa. Este curso se mantuvo hasta las 4.31, mientras tanto los japoneses dispararon contra la flota aliada con mala puntería, siendo impactado únicamente el De Ruyter, pero el proyectil no estalló.
Cuando las columnas se encontraban a 16 000 yardas de distancia, los destructores japoneses lanzaron sus torpedos tipo 93, los cuales no dejaban un rastro de burbujas, haciendo difícil su detección. Cuando los torpedos empezaron a estallar prematuramente, las tripulaciones aliadas se alarmaron, al creer que estaba siendo atacadas por una manada de lobos submarina. Los japoneses también se confundieron con la explosión de sus propios torpedos, y concluyeron que existía un campo de minas cercano. La flota de Takagi dejó de acercarse a la aliada, y durante varios minutos ambas fuerzas utilizaron sus cañones sin resultados.
Finalmente, a las 5 de la tarde, un proyectil del Haguro alcanzó al Exeter, alcanzando su sala de máquinas. El Exeter bajó la velocidad bruscamente y giró violentamente a babor para evitar que el buque que lo seguía, el Houston, chocara con él. Los navíos aliados Houston, Perth y Java siguieron entonces al Exeter, creyendo que Doorman, a bordo del buque insignia De Ruyter, había ordenado aquel movimiento, ya que el humo les imposibilitó observar que el buque del comandante había mantenido su curso hacia el oeste. Cuando Doorman observó este giro, se vio obligado a seguir a su flota. Como resultado, la formación aliada se volvió confusa, y fue en este momento cuando una segunda ola de torpedos japoneses los alcanzó.
A las 5.15 el destructor Kortenaer se partió en dos al ser alcanzado por un torpedo. Doorman intentó enviar a tres destructores a hacer frente a Takagi, mientras que el resto de la flota escapaba al sureste, pero había tanto humo en el ambiente que era extremadamente difícil transmitir las señales de luz en las que se basaba su comunicación. A las 5.25, Electra logró alcanzar al Jintsu, pero de inmediato un proyectil estalló en su sala de máquinas y se detuvo. Los destructores japoneses intentaron entonces alcanzar al Exeter, que escapaba a baja velocidad, pero el Jupiter, el Witte de With y el Encounter frustraron sus planes. Los japoneses regresaron entonces hacia la posición del Electra, y lo hundieron a las 6 de la tarde.
Doorman ordenó al Witte de With que acompañara al Exeter hasta Surabaya, y después de reorganizar su columna, cambió el curso al sur, iniciando un nuevo duelo a larga distancia con la columna japonesa. Aunque dos proyectiles alcanzaron al Houston, ninguno estalló, y aunque los destructores lanzaron 24 torpedos, ninguno alcanzó la flota aliada. Doorman ordenó la retirada, y envió a los destructores estadounidenses a hacer frente a los cruceros Nachi y Haguro, que se acercaban peligrosamente. Después de un breve combate sin resultados, los destructores se alejaron del combate en dirección al resto de la flota de Doorman. Preocupado por la amenaza aliada, Takagi ordenó al convoy revertir su curso, ya que unos minutos antes les había ordenado dirigirse a las playas de Java. El almirante decidió esperar hasta la noche para atacar, de acuerdo a la tradición japonesa.
A las 7:27 de la noche, los cruceros Nachi, Haguro y Jintsu encontraron a la fuerza aliada, sin embargo, después de eludir una nueva oleada de torpedos, Doorman decidió esquivar a la flota de Takagi y atacar directamente a los transportes nipones. A las 9 de la noche, la flota aliada entró a aguas someras, y empezó a navegar paralelo a la costa de Java, con dirección al oeste. Como los destructores estadounidenses se quedaron sin torpedos, abandonaron la formación en este punto. Veinticinco minutos después, el Jupiter estalló, probablemente al chocar con una mina neerlandesa. Con solo cuatro cruceros y un destructor, Doorman estaba en gran desventaja frente a Takagi, y su única esperanza consistía en toparse en la oscuridad con los transportes enemigos.
A las 9:50 de la noche un avión de reconocimiento japonés encontró a la flota de Doorman y empezó a arrojar una serie de bengalas sobre la columna. Una hora después un oficial a bordo del Nachi detectó a Doorman. Casi simultáneamente, un vigía del De Ruyter detectó a los japoneses y erróneamente revirtió el curso enemigo al reportar su hallazgo. Luego de disparar proyectiles sin resultados, la columna aliada fue alcanzada por torpedos del Nachi y el Haguro, que los habían estado siguiendo sin ser detectados. El De Ruyter fue el primero en ser alcanzado, seguido por el Java cuatro minutos después. Aunque este último se hundió en quince minutos, el De Ruyter permaneció a flote por tres horas. Los capitanes de estas dos naves se negaron a abandonarlas, al igual que el contraalmirante Doorman. Antes de morir, Doorman ordenó a los navíos restantes, el Perth y el Houston, que no recogiesen sobrevivientes, y que escapasen al sureste, hacia Batavia.

## Consecuencias
Esta batalla fue desastrosa para la defensa de Java. En menos de doce horas Doorman perdió la mitad de la fuerza bajo su mando, dañando únicamente a un destructor enemigo. Los transportes, su principal objetivo, jamás fueron alcanzados. Al día siguiente, los cruceros Perth y Houston fueron hundidos en la batalla del estrecho de la Sonda, y otros buques aliados en el mar de Java sufrieron la misma suerte en los siguientes días.
La batalla del mar de Java sirvió además para poner en evidencia una desventaja de los cañones en la lucha naval: era ineficaces a alta velocidad y a gran distancia. Por otro lado, la carencia de aviones de reconocimiento aliados dio una ventaja a Akagi, quien pudo utilizar sus tres hidroaviones para seguir a la flota enemiga y para reportar su ubicación cuando el aire se llenaba de humo (de la artillería, generadores fumígenos o incendios a bordo) imposibilitando la visualización del enemigo. Durante la noche, la luz de la luna y el cielo despejado permitieron a Akagi seguir gozando de reconocimiento aéreo, y el especializado entrenamiento nocturno de las tripulaciones japonesas colocó a Doorman en una posición aún más desventajosa. Un error grave fue ocasionado por el comandante aéreo aliado, que envió a los cazas y bombarderos a localizar a los transportes cuando se le solicitó apoyo. Estos aviones hubiesen sido más útiles si hubiesen derribado a los aviones de Akagi. Aunque inicialmente, los torpedos nipones de largo alcance no causaron tanto daño, principalmente por haber sido incorrectamente ajustados, posteriormente se converterían en una eficaz arma contra los Aliados.
Al día siguiente se inició el asalto anfibio contra Java, y el 8 de marzo la guarnición neerlandesa se rindió, dando por finalizada la campaña de las Indias Orientales Neerlandesas.

## Enlaces Pues seguramente externos
- Datos: Q263142
- Multimedia: Battle of the Java Sea / Q263142